# Согамосо
Согамосо (исп. Sogamoso) — город и муниципалитет в Колумбии в составе департамента Бояка.

## Географическое положение

Муниципалитет Согамосо

Город расположен в северной части департамента Бояка. Абсолютная высота — 2 569 метров над уровнем моря.

Площадь муниципалитета составляет 208 км².

## Население
По данным Национального административного департамента статистики Колумбии, совокупная численность населения города и муниципалитета в 2012 году составляла 115 808 человека.
Динамика численности населения города по годам:
| 2005    | 2006    | 2007    | 2008    | 2009    | 2010    | 2011    | 2012    |
| ------- | ------- | ------- | ------- | ------- | ------- | ------- | ------- |
| 117 094 | 116 888 | 116 614 | 116 294 | 115 933 | 115 564 | 115 134 | 114 676 |

Согласно данным переписи 2005 года мужчины составляли 46,9 % от населения города, женщины — соответственно 53,1 %. В расовом отношении белые и метисы составляли 99,5 % от населения города; негры — 0,3 %; индейцы — 0,2 %..
Уровень грамотности среди населения старше 5 лет составлял 93,4 %.